# Новела (указ)
 Тази статия е за историческия документ.  За литературния вид вижте Новела.  
Новелата във византийското право е указ или декрет, издаван от византийските императори:с. 18.
Известни са укази на императори от Македонската династия (Василий I Македонец, Лъв VI Философ), които са насочени против динатите.